# البرمبل
قرية البرمبل هي إحدى القرى التابعة لمركز أطفيح في محافظة الجيزة في جمهورية مصر العربية. حسب إحصاءات سنة 2006، بلغ إجمالي السكان في البرمبل 30379 نسمة، منهم 15819 رجل و14560 امرأة.